# Jux-Polka
Jux-Polka (Skämtpolka), op. 17, är en polka av Johann Strauss den yngre.

## Historia
Den 24 januari 1846 utnämndes Johann Strauss den äldre till "k.k. Hofball-Musikdirektor" (Kejserlig Hovbalsmusikdirektör). Denna hederstitel, speciellt skapad för honom, skulle gå i arv inom familjen Strauss ända till 1901 då Eduard, den yngste av bröderna, avstod från titeln på grund av hög ålder.
Johann Strauss den äldres position i Wiens musikliv var nu ohotad, och med orkestrar som bestod av fler än 200 musiker fortsatte han att dominera Wiens större dansetablissemang. Hans son, Johann Strauss den yngre, fick nöja sig med att spela på mindre ställen och den 24 januari 1846 - samma datum som faderns utnämning - befann han sig i danssalongen Sträussel-Säle i Theater in der Josefstadt för att dirigera musik till en Industribal. Det var vid tillfället som han framförde sin muntra Jux-Polka. Johann Strauss avslöjade aldrig vad som låg bakom polkans titel, men det kan ha haft att göra med en falsk tidningsartikel om hans påstådda romans med ballerinan Kathi Lanner, dotter till tonsättaren Joseph Lanner (skaparen av wienervalsen tillsammans med Strauss den äldre).

## Om polkan
Speltiden är ca 2 minuter och 45 sekunder plus minus några sekunder beroende på dirigentens musikaliska tolkning.